# Teste de Aborto 1 (Artemis)
Teste de Aborto 1 (Pad Abort 1) (PA-1) foi um teste do Sistema de Aborto no Lançamento da Orion. Orion era um componente do Constellation, um projeto de voo espacial tripulado da NASA, agência espacial norte-americana. TA-1 foi o primeiro teste numa sequência de testes de voo conhecidos como Orion Abort Flight Test (AFT).
TA-1 testou a funcionalidade básica do conceito de aborto do lançamento a partir da plataforma na configuração inicial do design da Orion. Usou o antigo formato do adaptador do SAL. O veículo Flight Test Article (FTA) difere do veículo oficial em várias formas. Por exemplo, o FTA não teve uma equipe a bordo e a aviônica é um protótipo do que está planejado para as Orions de produção.
O TA-1 ocorreu no Campo de Teste de Mísseis de White Sands do Exército dos EUA no Novo México.

## Galeria

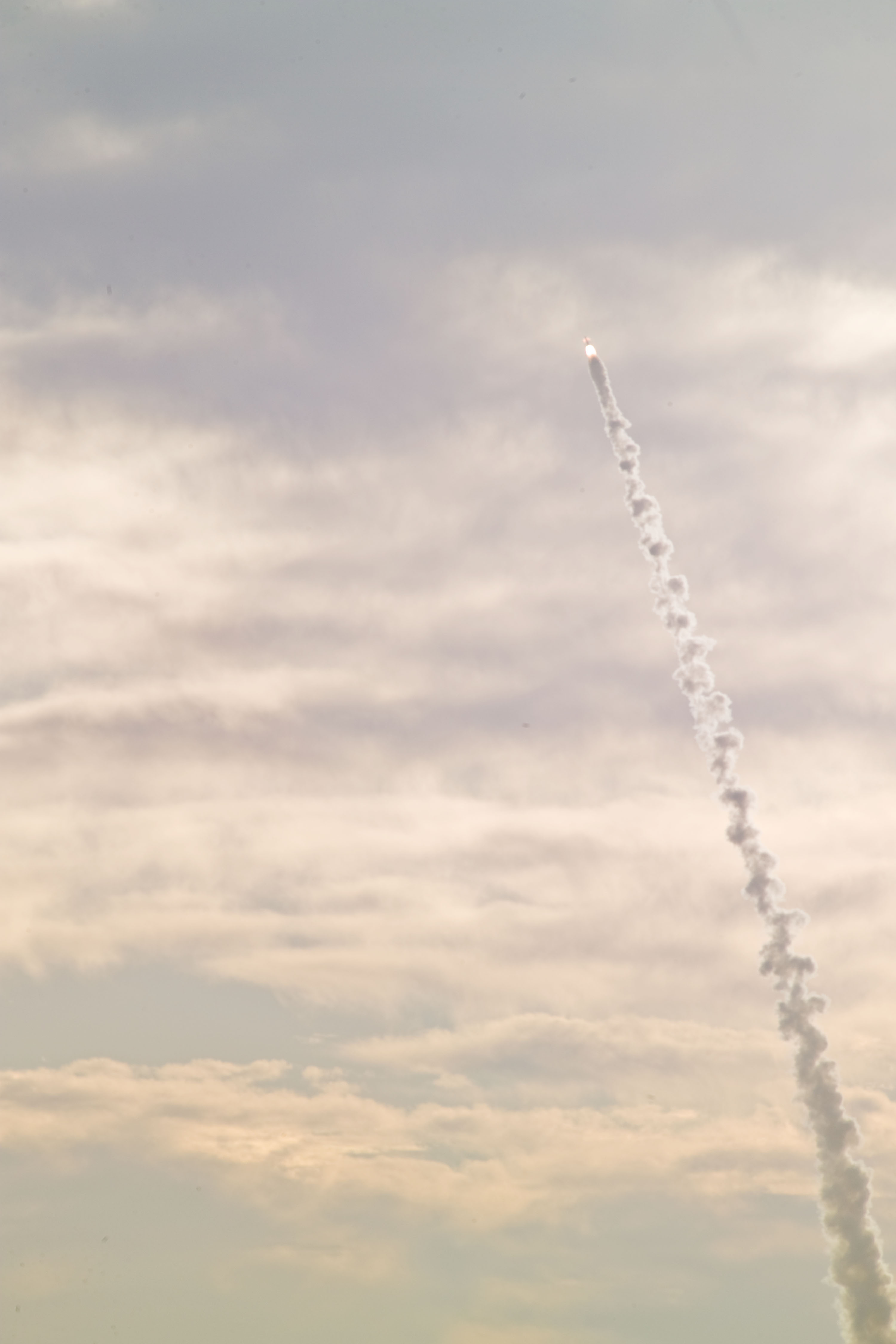
Teste de Aborto 1 (PA-1) lançado em 6 de maio de 2010 no Campo de Teste de Mísseis de White Sands, N.M.
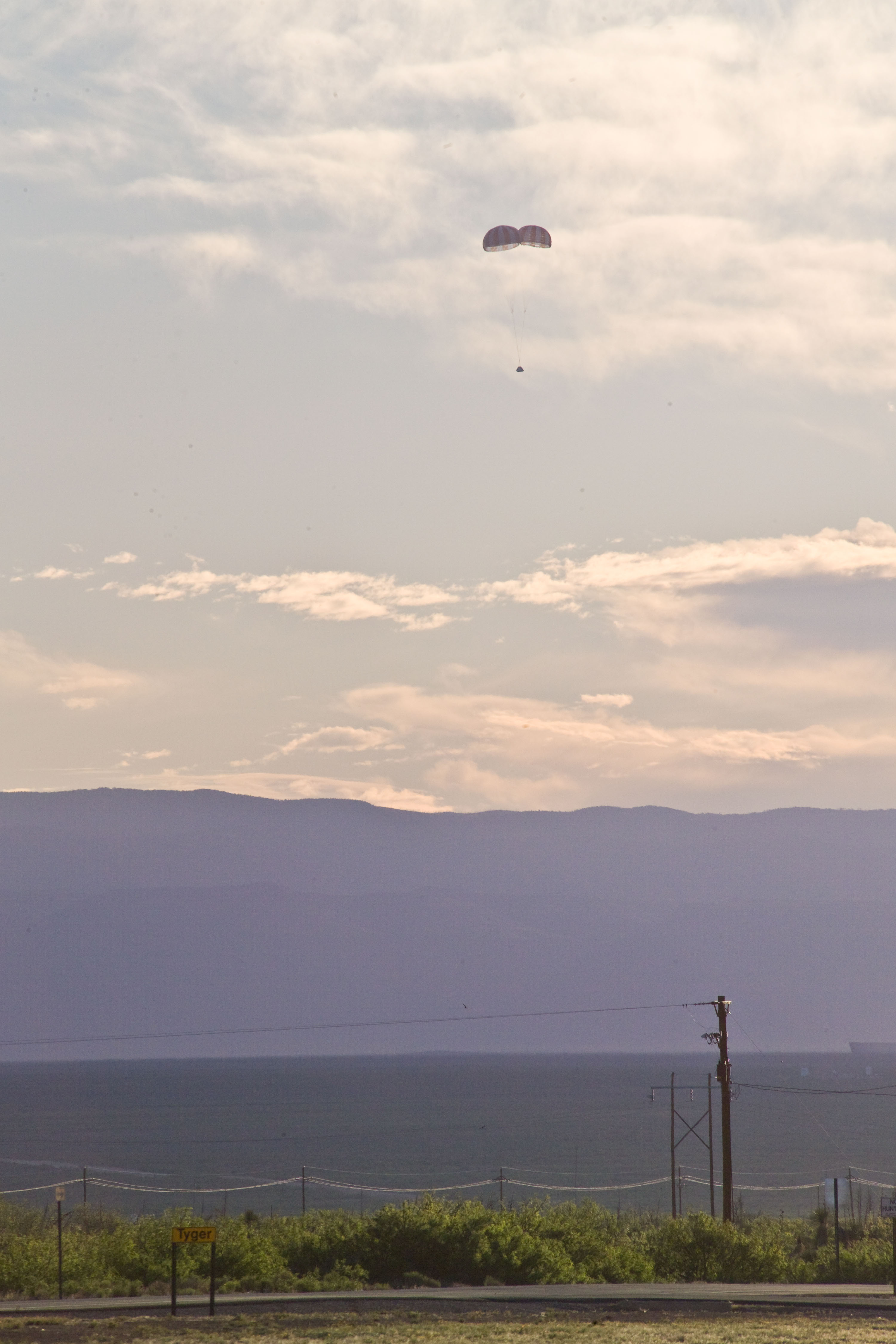
Descida de paraquedas
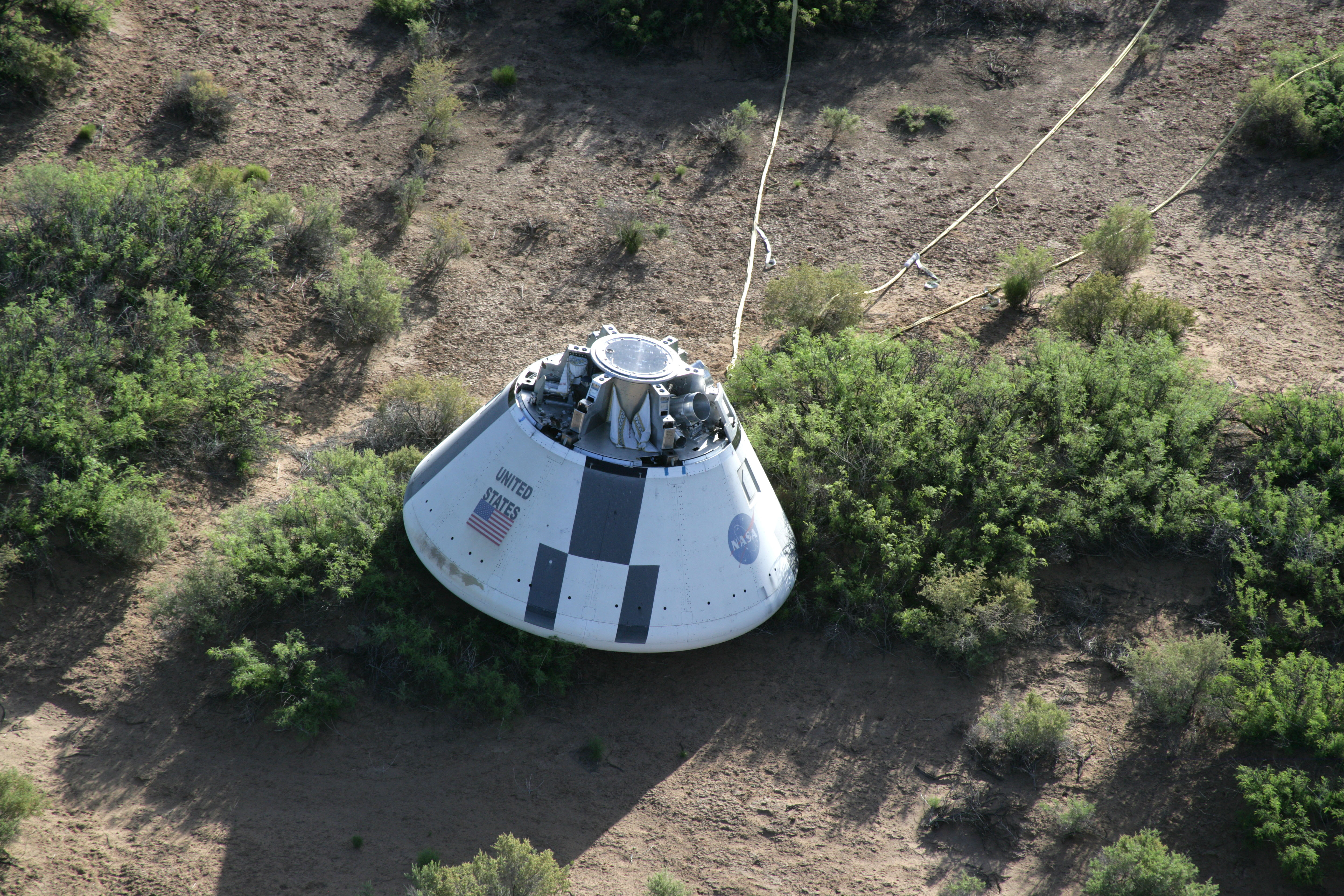
Módulo do TA-1 após o pouso

- Este artigo foi inicialmente traduzido, total ou parcialmente, do artigo da Wikipédia em inglês cujo título é «Pad Abort-1».